# Петров, Роман Евгеньевич
Роман Евгеньевич Петров (род. 15 июня 1995, Бийск) — российский регбист, игрок команды «Ростов» и сборной России по регби-7. Мастер спорта России международного класса, лучший выпускник SAS Rugby 2021.

## Биография
Роман Петров с детства занимался вольной борьбой. Увлекся регби после просмотра Чемпионат мира по регби 2011 года. Он стал заниматься в родном Бийске и привлек единомышленников. С 2012 года группа бийских игроков уже составляла основу Сборной Алтайского края по регби-15, которая участвовала в первенстве Федеральной Регбийной Лиги.
В 2013 Роман закончил занятия борьбой и организовал регбийный клуб «Прайд» в Бийске, который на следующий год стал чемпионом Алтайского края.

## Карьера
В 2015 году Романа заметили на просмотре в Бердске и он начал тренироваться под началом Алексея Анатольевича Коробейникова. В 2017 г. стал частью регбийного клуба «Дружина», а с 2019—2020 играл в клубе «Металлург».
2017 Год запомнился поездкой в Гонконг, где в составе команды «Дружина», команда приняла участие в турнире по пляжному регби где в полуфинале победили сборную команду Самоа со счетом 3-2 , а в финале уступили команде из Англии со счетом 6-3, на следующий день команда приняла участие в турнире по регби-10 где заняла 4 строчку общей таблице, снова уступив команде из Англии со счетом 5-5. В июле этого же года Роман попал в сборную клубов которая отправилась в Грузию а точнее город Батуми, для участия в турнире по пляжному регби, где в финале уступили сборной Грузии в состав которой входили участники кубка мира до 20 лет, команда заняла почетное 2 место.
Роман является чемпионом высшей лиги по регби-7 2016 и 2022 годов (в составе Бердского «Кристалла» и сборной Липецка), чемпионом России по пляжному регби (в составе Бердской «Дружины», 2018), и теперь уже двукратным чемпионом Европы по пляжному регби (сборная России, 2018, 2019). В составе сборной России впервые в истории стал чемпионом Европы по снежному регби 2019.
В июне 2019 в составе сборной России победитель турнира North Sea Beach Rugby в Голландии, где в полуфинале победили клуб WildDogs из ЮАР, а в финале в упорной борьбе выиграли Французский клуб LesMinos в составе которого были игрок PROD2 и сборной Франции. Уже в июле сборная победила на турнире во Французском Марселе так же встретив в финале грантов пляжного регби клуба LesMinos.
В январе 2021 года, Роман отправился в лучшую Академию регби SAS Rugby, где стал лучшим выпускником 2021 под руководством таких тренеров как Phillip Snyman и Frankie Horne . от последнего получил приглашение в команды SX10 (чемпионы мира Bermuda 2020) на World Tens Series, но к сожалению турнир закрылся из-за COVID-19.
В середине 2021 года Роман снова получал контракт для участия в The Rugby Tens Championship в Португалии, но визовый центр не одобрил выдачу визы, и Роман не смог присоединиться к команде Serengeti Elephants.
Начиная с 5-го тура Чемпионата России по регби-7 Роман Петров был заигран за команду «Владивостокские тигры», в этом туре команда дошла до финала, где уступила ВВА-Подмосковье. В этом же сезоне Тигры стали серебряными призёрами чемпионата России уступив Московскому клубу «Динамо».
В сезоне 2021/2022 Регбийной Премьер Лиги присоединился к клубу «Ростов». После того, как клуб снялся с чемпионата России, Петров перешел в РК «Липецк», с которым в сезоне 2021/2022 стал победителем Высшей Лиги Чемпионата России по Регби-7, и продолжил выступать за клуб «Ростов»